# Johann Baptist Hainzel

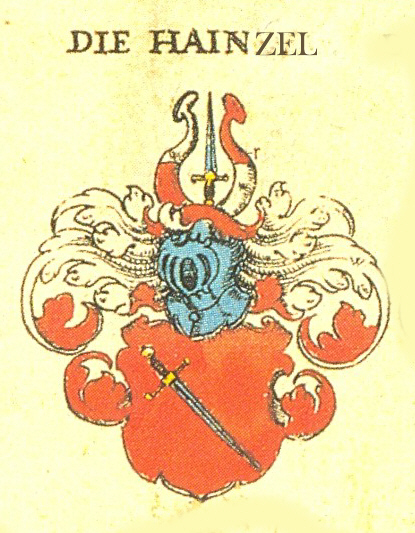
Wappen der Hainzel in Siebmachers Wappenbuch

Johann Baptist I. Hainzel von Degelstein oder Degerstein (* 26. Juni 1524 in Augsburg; † 27. Oktober 1581 in Augsburg) war Bürgermeister der Stadt Augsburg und Gründer eines protestantischen Kollegiums für arme Schüler des Gymnasiums bei St. Anna.

## Leben
Johann Baptist Hainzel stammte aus dem Patriziergeschlecht Hainzel. Seine Eltern waren der Zunftmeister und Bürgermeister Hans V. Hainzel und Katharina Welser. Die Familie nannte sich weiterhin nach dem Ansitz Degelstein bei Lindau, den sie 1333 als St. Galler Lehen erhalten und bereits 1360 wieder veräußert hatte.
Johann Baptist Hainzel wirkte 1556 bis 1567 als Steuerherr, dazu 1558 bis 1567 als Bürgermeister der Stadt Augsburg, war 1568 bis 1581 Mitglied des Geheimen Rats und hatte das Amt des evangelischen Oberkirchen- und Schulpflegers inne. Seine humanistische Bildung hatte er während seines Studiums an den Universitäten von Basel, Tübingen, Wittenberg (Immatrikulation Oktober 1542), wo er enge Kontakte mit Martin Luther und Philipp Melanchton pflegte, und 1545 bis 1549 während einer Bildungsreise in Italien erworben. Auf dieser Reise wurde er von seinem Bruder, dem späteren Astronomen und Bürgermeister Paul Hainzel, und dem gemeinsamen Freund und späteren Arzt Johannes Crato begleitet. Johann Baptist Hainzel galt als Förderer der Wissenschaften, insbesondere der Astronomie und der Geschichtsschreibung. Er besaß eine umfangreiche Privatbibliothek, die er zusammen mit seinem Bruder Paul Hainzel aufgebaut hatte, und trug Quellen für Achilles Primin Gassers «Annales Augsburgenses» bei.

## Familie
Johann Baptist Hainzel hatte mit seiner Frau Veronica Imhof (1529–1599), Tochter von Leonhard Imhoff (1498–1557) und Veronica Rehlinger (1508–1579), die er 1549 heiratete, 20 Kinder.